# 선장 (장정)
선장(線裝)은 포배장이 표지가 쉽게 떨어져 버리는 취약점을 보완하여 풀로 붙이는 대신에 실로 꿰매어 묶는 방식을 사용한 것이다. 포배장에는 여러 차례 이용하는 사이에 자연히 표지가 떨어져 나가는 큰 폐단이 있었다. 이를 방지하고자 고안한 방법이 바로 최근까지 사용된 선장이다.
선장은 문자 면의 글자가 밖으로 나오도록 판심부의 중앙을 접어 한 책 분량으로 가지런히 모아서 재단하고, 서배 부분의 양끝에 종이끈으로 심지를 박은 다음 양끝을 잘라 내고, 나무망치로 그 부분을 두드려 평평하게 하고, 앞뒤로 표지를 놓고 송곳으로 구멍을 뚫어 실로 꿰매는 방식이다. 이러한 선장 도서형태는 중국 송나라에서 시작되어 청조 말 서양 장정이 도입될 때까지 줄곧 사용되었으며, 우리나라에서도 고려 말기 이후로 구한말까지 널리 사용되었다. 오늘날까지 전하는 한국, 중국, 일본 등의 고서는 대부분 이러한 선장 형식으로 제책되어 있는 것을 볼 수 있다.